# Agenzia nazionale di regolamentazione del settore postale
L'Agenzia nazionale di regolamentazione del settore postale era un'agenzia che avrebbe avuto la funzione di autorità amministrativa indipendente italiana per la regolamentazione del settore postale, col compito di adottare provvedimenti in materia di qualità e caratteristiche del servizio universale nel settore postale, di tariffe dei servizi regolamentati e di tutela della concorrenza nei servizi liberalizzati. In precedenza le funzioni di regolazione del settore erano affidate al Ministero dello sviluppo economico.
Come molti organi analoghi l'Agenzia doveva essere un soggetto giuridicamente distinto e funzionalmente indipendente rispetto agli operatori del suo settore di vigilanza. L'Agenzia doveva dunque rispettare i principi di autonomia organizzativa, tecnico-operativa e gestionale, di trasparenza e di economicità.
L'Agenzia fu istituita dal D. Lgs. 58 del 31 marzo 2011; tuttavia è stata soppressa dopo soli alcuni mesi con la manovra "Salva Italia" (D. L. 201/2011) e le relative competenze sono state trasferite all'Autorità per le garanzie nelle comunicazioni.

## Fonti normative
- Decreto-legge 6 dicembre 2011, n. 201   Disposizioni urgenti per la crescita, l'equità e  il  consolidamento  dei conti pubblici. (PDF) (archiviato dall'url originale il 31 gennaio 2012). cfr. art. 21, commi 13-20.
- Decreto legislativo 31 marzo 2011, n. 58, in materia di "Attuazione della direttiva 2008/6/CE che modifica la direttiva 97/67/CE, per quanto riguarda il pieno completamento del mercato interno dei servizi postali della Comunità" (in Gazzetta ufficiale n. 89 del 29 aprile 2011).
- Decreto legislativo 22 luglio 1999, n. 261, in materia di "Attuazione della direttiva 97/67/CE concernente regole comuni per lo sviluppo del mercato interno dei servizi postali comunitari e per il miglioramento della qualità del servizio", così come modificato dal precedente.